# Коричневохвостая амазилия
Коричневохвостая амазилия (лат. Amazilia tzacatl) — вид птиц из семейства колибри (Trochilidae). Выделяют пять подвидов.

## Описание
Коричневохвостая амазилия достигает длины 9—11 см и массы около 5 г, длина клюва около 20 мм. У взрослых самцов номинативного подвида голова и верхняя часть тела зелёного цвета, за исключением каштаново-коричневых уздечки и верхних кроющих перьев хвоста. Хвост в основном каштаново-коричневый, только внешние опахала и кончики перьев бронзово-зелёные. Горло, верхняя часть груди и бока зелёные; перья горла иногда имеют тонкие белые края, создавая фестончатый эффект. Нижняя часть груди серая, брюхо белое, а нижние кроющие перья хвоста каштаново-коричневые. У взрослых самок нижняя часть груди бледно-серая, более бледная чем у самца, и фестончатость на горле более выражена. Внешняя половина надклювья чёрная, а внутренняя половина красная; подклювье красное с чёрным кончиком. У молодых особей нижняя часть груди и бока цвета корицы, а перья нижней части спины и надхвостья имеют узкие коричные кончики.

## Распространение
Коричневохвостая амазилия распространена от Мексики до Колумбии и северо-запада Венесуэлы.

## Размножение
Коричневохвостая амазилия иногда гнездится разреженными колониями. Сезон размножения сильно варьируется в зависимости от ареала, но приходится на период с февраля по ноябрь. Самка полностью отвечает за строительство гнезда, насиживание яиц и заботу о птенцах. В кладке два белых яйца. Гнездо в виде компактной чашечки, сооружается из растительных волокон, листьев и паутины, покрыто лишайниками и мхами. Обычно гнездо располагается на высоте до 6 м от земли на тонкой горизонтальной веточке. Инкубационный период продолжается от 15 до 19 дней, а птенцы оперяются через 18—22 дня.